# Indonemoura macrolamellata
Indonemoura macrolamellata är en bäcksländeart som först beskrevs av Wu, C.F. 1935.  Indonemoura macrolamellata ingår i släktet Indonemoura och familjen kryssbäcksländor. Inga underarter finns listade i Catalogue of Life.